# 1100 p.n.e.
| [ Edytuj tabelę ] |                                            |
| Król Asyrii       | - 1115 p.n.e. Tiglat-Pileser I 1076 p.n.e. |
| Król Aten         | - 1126 p.n.e. Melantos (?) 1089 p.n.e.     |
| Władca Chin       | - 1102 p.n.e. Di Yi 1076 p.n.e.            |
| Władca Egiptu     | - 1103 p.n.e. Ramzes XI 1070 p.n.e.        |

Rok 1100 p.n.e.
stulecia: XII wiek p.n.e. ~
XI wiek p.n.e. ~
X wiek p.n.e.

lata: 1110 p.n.e. «
1104 p.n.e. «
1103 p.n.e. «
1102 p.n.e. «
1101 p.n.e. «
1100 p.n.e. »
1099 p.n.e. »
1098 p.n.e. »
1097 p.n.e. »
1096 p.n.e. »
1090 p.n.e.

## Wydarzenia
Europa
- Fenicjanie założyli kolonię Gadir na Półwyspu Iberyjskiego (data przybliżona)

Mezopotamia i Bliski Wschód
- Tiglat-Pileser I, król asyryjski dotarł w swoich podbojach do Morza Czarnego i Morza Śródziemnego. Zmusił królów babilońskich do zależności.
- W Izraelu rozpoczęła się władza ostatniego sędziego Izraela Samuela.

Azja
- Po raz pierwszy wyznaczono nachylenie ekliptyki do równika (Chiny).

## Urodzili się
- Wenwang (周文王), założyciel dynastii Zhou w Chinach (inna data 1099 p.n.e.).

## Zdarzenia astronomiczne
- 25 stycznia – całkowite zaćmienie Słońca
- 8 lutego - częściowe zaćmienie księżyca
- 20 lipca – obrączkowe zaćmienie Słońca
- 4 sierpnia - częściowe zaćmienie księżyca
- 30 grudnia - półcieniowe zaćmienie księżyca